# Die Abenteuer von Kapitän Bontekoes Schiffsjungen – Der Fluch der Gezeiten
Die Abenteuer von Kapitän Bontekoes Schiffsjungen – Der Fluch der Gezeiten ist ein niederländischer Abenteuerfilm von Steven de Jong, der auf der Novelle Kapitän Bontekoes Schiffsjungen von Johan Fabricius basiert. Der Film wurde am 22. November 2007 in den Niederlanden veröffentlicht, trägt den deutschen TV-Titel Storm Bound – Abenteuer auf hoher See und wurde am 31. August 2012 erstmals im deutschen Fernsehen gezeigt.

## Handlung
Niederlande, im 17. Jh.: die Jungen Hajo, Rolf und Padde haben nur einen Traum - zur See fahren! Als Kapitän Bontekoe mit seinem Schiff der Niederländischen East India Company in ihrem Hafen einläuft und für die Fahrt nach Ostindien Matrosen anheuern möchte, zögern die Freunde keine Sekunde. Doch die Herausforderungen, die die strapaziöse Reise für sie bereithält, übersteigen ihre kühnsten Erwartungen. Nach einem dramatischen Schiffbruch und einem Angriff von den Eingeborenen Sumatras beginnt ein Kampf ums Überleben.

## Soundtrack
Der Soundtrack zum Film stammt vom niederländischen Pop-Duo Nick & Simon und wurde am 22. November 2007 veröffentlicht.